# Fabricio Bustos
Fabricio Tomás Bustos Sein (Ucacha, 28 de abril de 1996) é um futebolista argentino que atua como lateral-direto. Atualmente joga no River Plate.

## Carreira

### Independiente
Fabricio Bustos se profissionalizou no Independiente, em 2016. No ano seguinte, o jogador fez parte do time na campanha vitoriosa da Copa Sul-Americana.

### Internacional
Após semanas de especulação, Bustos foi oficialmente anunciado pelo Internacional no dia 14 de fevereiro de 2022, com contrato válido até o final de 2024.

### River Plate
Com propostas do Villarreal, da Espanha, e de clubes da Rússia, Bustos acabou sendo vendido ao River Plate, sendo anunciado pelos milionários em 9 de Agosto de 2024.

## Títulos
Independiente
- Copa Sul-Americana: 2017
- Copa Suruga Bank: 2018

### Prêmios individuais
- Equipe ideal da Copa Libertadores da América: 2024[3]